# Charles Nègre
Charles Nègre (9. května 1820 Grasse – 16. ledna 1880 Grasse) byl francouzský malíř a průkopník fotografie.

## Život
Ve svých 19. letech přišel do Paříže s úmyslem učit se uměleckému řemeslu. Studoval u malíře Paula Delaroche, Ingrese a Drollinga. Poté si otevřel své vlastní studio na 21 Bourbon Quai na Île Saint-Louis v Paříži. Delaroche jej povzbudil k tomu, aby fotografii využíval jako technickou pomůcku při malbě. Nègre nejdříve začal s procesem daguerrotypie a poté přešel na kalotypii a heliografii. Jeho fotografické práce jsou publikovány v knihách, ale sám se nikdy nevzdal malířství. Na konci svého života se odstěhoval do Nice, kde maloval portréty tamějších disidentů.
Zemřel zapomenutý v roce 1880 v Grasse.

## Dílo
Nègre je známý svými snímky architektury Paříže a Chartres a krajinářskou fotografií.
Dokumentoval také památky a umělecká díla. Portrétoval lidi, které potkával na ulicích – žebráky, chudé, dokumentoval život ve městě, například na trzích. Díky svým fotografiím pořízeným před rokem 1850 je považován za předchůdce francouzské fotografie. Jeho vztah k malířství a fotografii je popsán v úvodu nevydané knihy v roce 1854:Umění je poetický výklad přírody, zatímco fotografie jejím přesným obrazem.

## Galerie

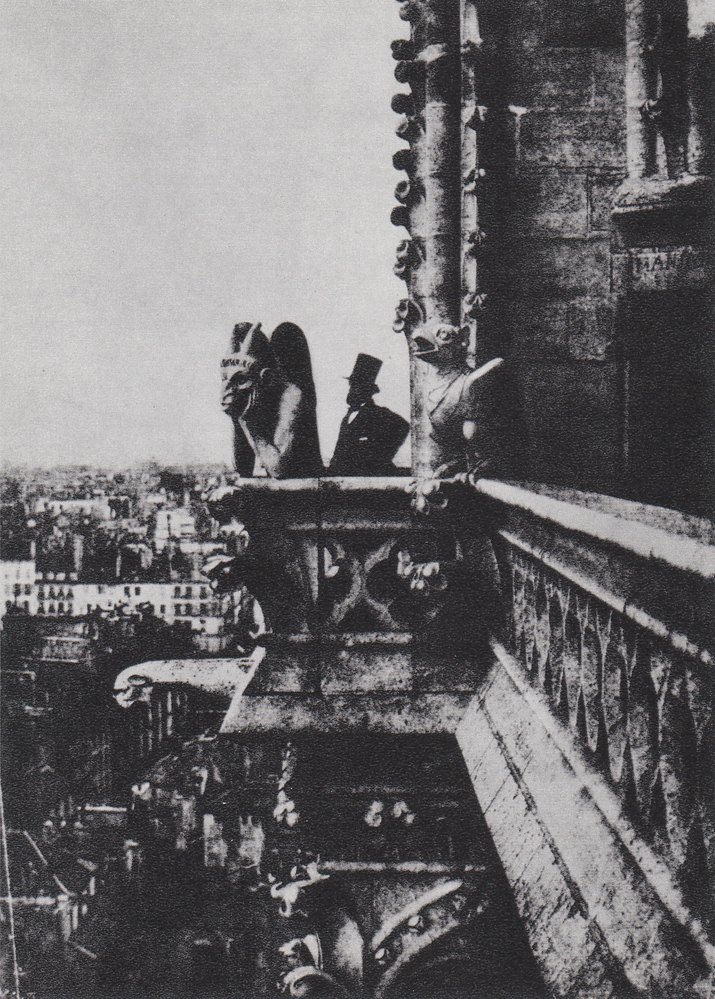
Charles Nègre: Henri Le Secq na katedrále Notre-Dame, 1853

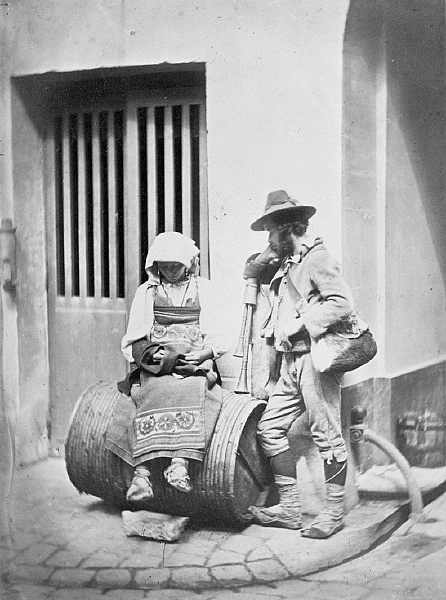
Charles Nègre: Muzikanti v Itálii
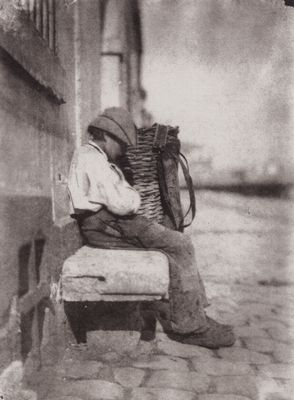
Malý obchodník s hadry, 1850
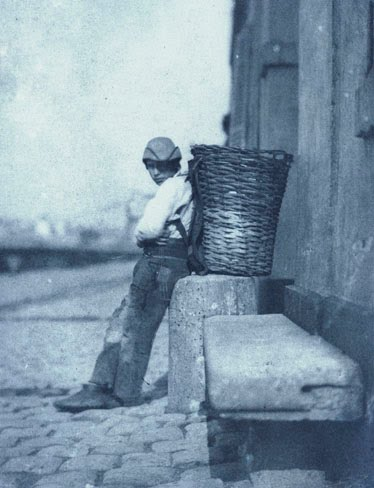
Chiffonnier, 1851
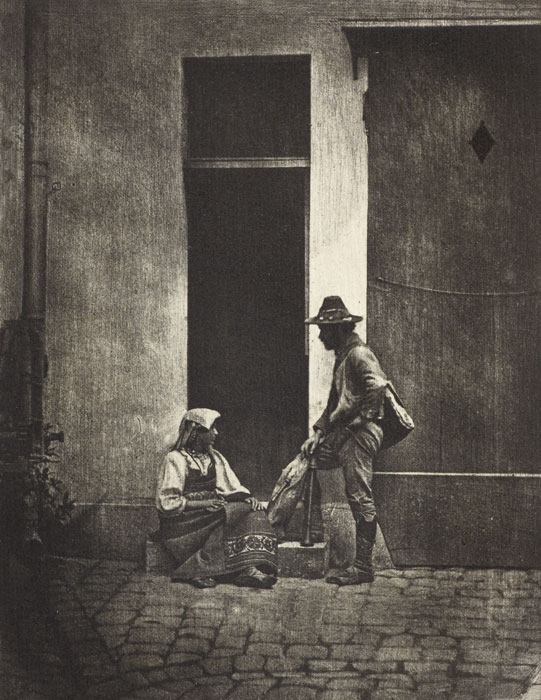
Jammes, 1855
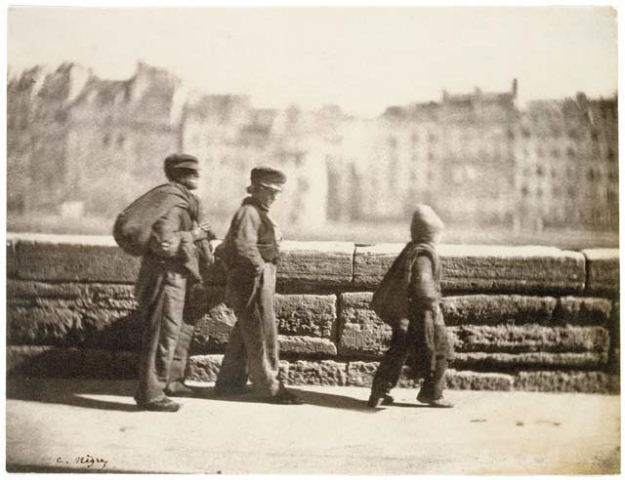
Schoorsteenvegers, 1852
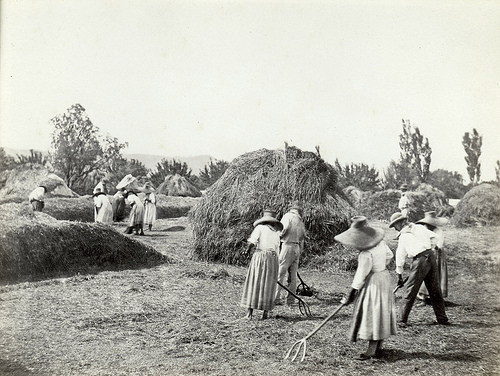
Rolníci, asi 1855
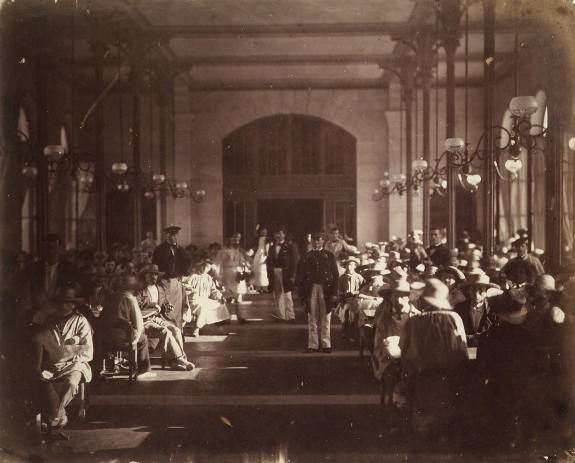
La salle a manger de l'asile impérial de Vincennes, 1859
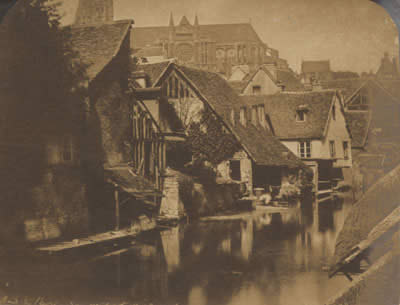
Chartres. Les Bords de L’Eure, 1851
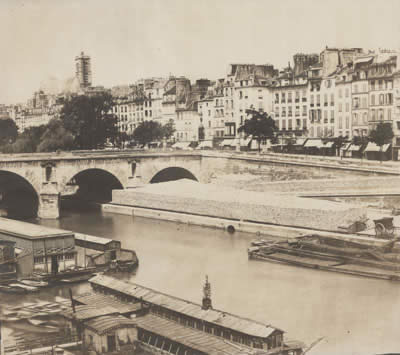
Vu de L’etage du 21 Quai Bourbon, ca. 1850
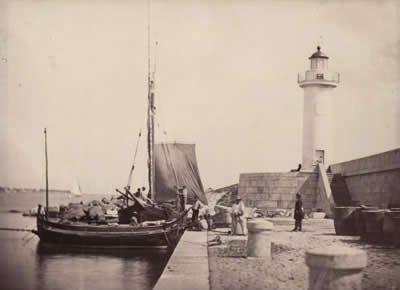
Le Phare Au Point Du Mole”, Cannes, 1860
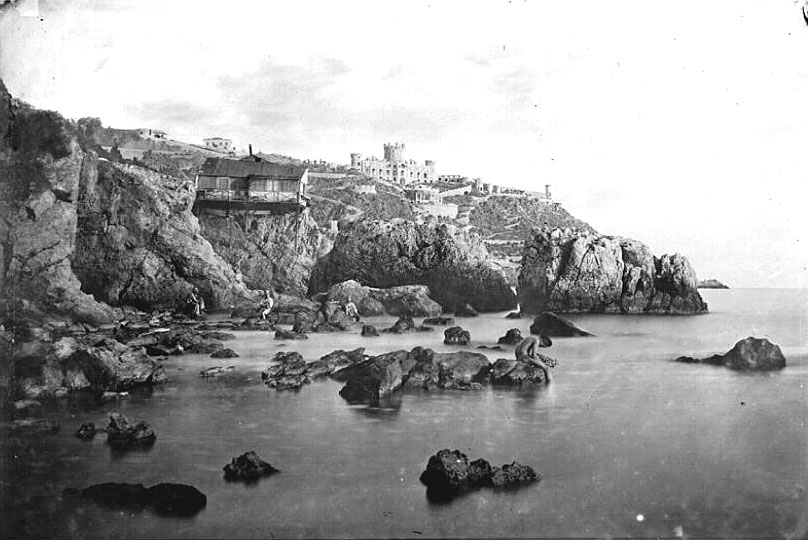
Chateau de l'anglais, Nice, 1863
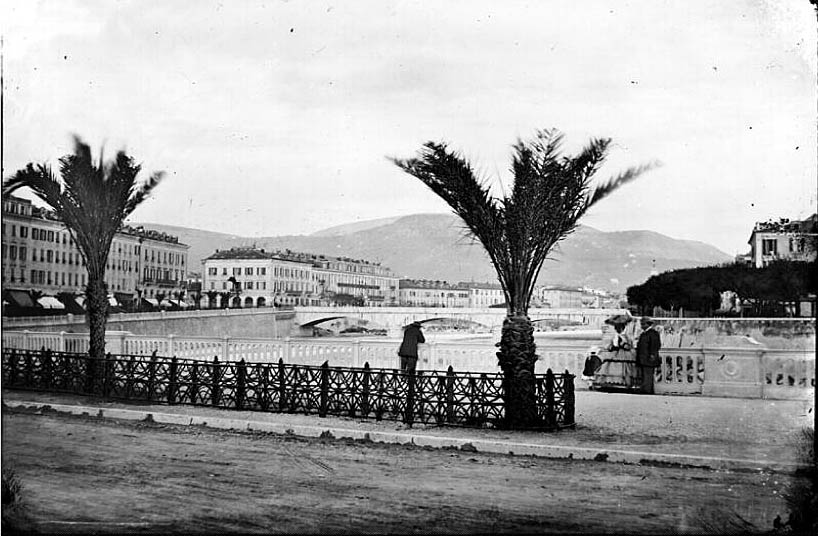
Pont Neuf depuis le Pont des Anges, Nice, 1865
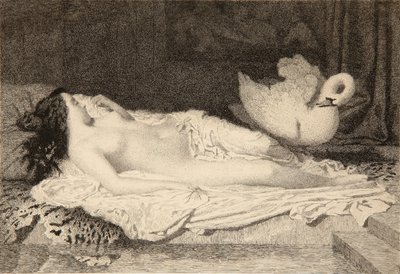
Akt s labutí, 1860
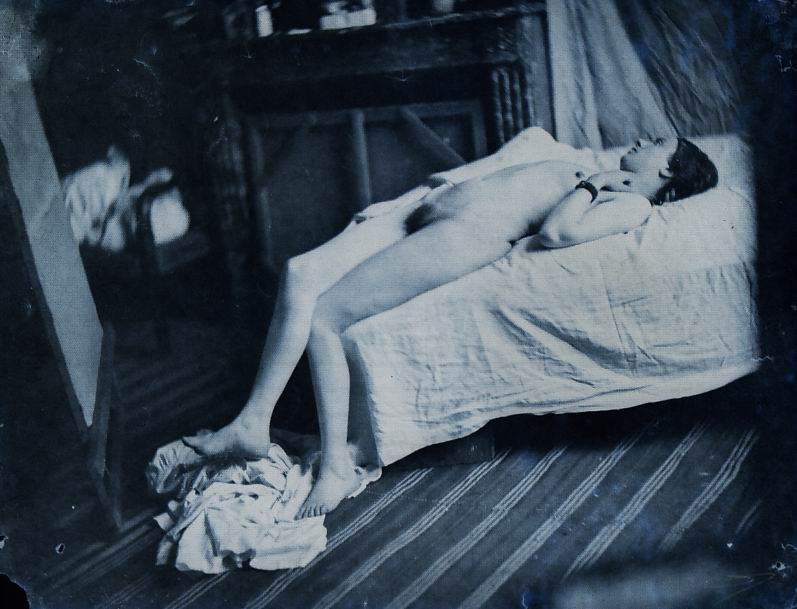
Akt